# Radka Zrubáková
Radomira Zrubáková, detta Radka (Bratislava, 26 dicembre 1970), è un'ex tennista cecoslovacca, successivamente slovacca.

## Carriera
In carriera ha vinto tre titoli nel singolare e due titoli di doppio. Nei tornei del Grande Slam ha ottenuto il suo miglior risultato raggiungendo il quarto turno nel singolare agli Australian Open nel 1988 e agli US Open nel 1991.
In Fed Cup ha disputato un totale di 27 partite, collezionando 19 vittorie e 8 sconfitte. Con la squadra cecoslovacca ha vinto la competizione nel 1988.

## Statistiche

### Singolare

#### Vittorie (3)
| Numero | Anno           | Torneo                                   | Superficie  | Avversaria in finale | Punteggio |
| 1.     | 23 luglio 1989 | Belgian Open, Bruxelles                  | Terra rossa | Mercedes Paz         | 7-6, 6-4  |
| 2.     | 26 maggio 1991 | Internationaux de Strasbourg, Strasburgo | Terra rossa | Rachel McQuillan     | 7-6, 7-6  |
| 3.     | 26 luglio 1992 | I. ČLTK Prague Open, Praga               | Terra rossa | Kateřina Kroupová    | 6-3, 7-5  |

#### Finali perse (1)
| Numero | Anno           | Torneo                  | Superficie  | Avversaria in finale | Punteggio     |
| 1.     | 24 maggio 1992 | WTA Swiss Open, Lucerna | Terra rossa | Amy Frazier          | 4-6, 6-4, 5-7 |

### Doppio

#### Vittorie (2)
| Numero | Anno              | Torneo                       | Superficie  | Compagna       | Avversarie in finale              | Punteggio |
| 1.     | 16 settembre 1990 | WTA Austrian Open, Kitzbühel | Terra rossa | Petra Langrová | Sandra Cecchini Patricia Tarabini | 6–0, 6–4  |
| 2.     | 22 settembre 1991 | Clarins Open, Parigi         | Terra rossa | Petra Langrová | Alexia Dechaume Julie Halard      | 6–4, 6–4  |

#### Finali perse (4)
| Numero | Anno             | Torneo                             | Superficie  | Compagna           | Avversarie in finale                      | Punteggio        |
| 1.     | 17 febbraio 1991 | Generali Ladies Linz, Linz         | Sintetico   | Petra Langrová     | Manuela Maleeva-Fragnière Raffaella Reggi | 4-6, 6-1, 3-6    |
| 2.     | 3 maggio 1992    | Taranto Open, Taranto              | Terra rossa | Rachel McQuillan   | Amanda Coetzer Inés Gorrochategui         | 6-4, 3-6, 6-7    |
| 3.     | 25 ottobre 1992  | Brighton International, Brighton   | Sintetico   | Conchita Martínez  | Jana Novotná Larisa Savchenko             | 4-6, 1-6         |
| 4.     | 28 marzo 1993    | Virginia Slims of Houston, Houston | Terra rossa | Evgenija Manjukova | Katrina Adams Manon Bollegraf             | 3-6, 7-5, 6(7)-7 |

### Risultati in progressione
| Sigla | Risultato               |
| ----- | ----------------------- |
| V     | Vincitore               |
| F     | Finalista               |
| SF    | Semifinalista           |
| O     | Oro olimpico            |
| A     | Argento olimpico        |
| SF    | Bronzo olimpico         |
| QF    | Quarti di Finale        |
| 4T    | Quarto turno            |
| 3T    | Terzo turno             |
| 2T    | Secondo turno           |
| 1T    | Primo turno             |
| RR    | Round Robin             |
| LQ    | Turno di qualificazione |
| A     | Assente                 |
| ND    | Non disputato           |

| Legenda superfici    |
| -------------------- |
| Cemento              |
| Terra battuta        |
| Erba                 |
| Superficie variabile |

#### Singolare nei tornei del Grande Slam
| Torneo          | 1987 | 1988 | 1989 | 1990 | 1991 | 1992 | 1993 | 1994 | 1995 | 1996 | 1997 |
| --------------- | ---- | ---- | ---- | ---- | ---- | ---- | ---- | ---- | ---- | ---- | ---- |
| Australian Open | A    | 4T   | A    | 1T   | A    | 1T   | 3T   | 1T   | 2T   | 1T   | 1T   |
| Open di Francia | 2T   | 3T   | 1T   | 3T   | 1T   | 1T   | 1T   | 2T   | 1T   | 2T   | 1T   |
| Wimbledon       | A    | 2T   | 1T   | A    | A    | A    | 1T   | A    | 3T   | 1T   | 3T   |
| US Open         | A    | 1T   | 1T   | 2T   | 4T   | 1T   | 1T   | 2T   | 2T   | 1T   | 1T   |

#### Doppio nei tornei del Grande Slam
| Torneo          | 1987 | 1988 | 1989 | 1990 | 1991 | 1992 | 1993 | 1994 | 1995 | 1996 | 1997 | 1998 | 1999 |
| --------------- | ---- | ---- | ---- | ---- | ---- | ---- | ---- | ---- | ---- | ---- | ---- | ---- | ---- |
| Australian Open | A    | 1T   | A    | A    | A    | A    | A    | 2T   | 3T   | 1T   | 3T   | A    | A    |
| Open di Francia | A    | A    | A    | A    | A    | A    | A    | A    | 2T   | 2T   | 2T   | A    | 2T   |
| Wimbledon       | A    | A    | A    | A    | A    | A    | A    | 2T   | 2T   | 1T   | 1T   | A    | A    |
| US Open         | A    | A    | 1T   | 1T   | 1T   | 1T   | 2T   | 2T   | 1T   | 1T   | 1T   | A    | 1T   |

#### Doppio misto nei tornei del Grande Slam
| Torneo          | 1992 | 1993 |
| --------------- | ---- | ---- |
| Australian Open | A    | A    |
| Open di Francia | A    | A    |
| Wimbledon       | 2T   | 1T   |
| US Open         | A    | A    |